# AMPAS Theatre
Das AMPAS Theatre, auch Academy Award Theatre, war ein Kino an der 9038 Melrose Avenue in West Hollywood, Kalifornien. Eröffnet wurde es am 11. November 1925 als Marquis Theatre mit dem Film The Beautiful Cheat. Architekt war Frank Rasche. Betrieben wurde das Kino durch die Kette Fox West Coast Theatres. 1929 wurde ein „Colorart Synchrontone sound system“ eingebaut.
Im Jahr 1946 wurde das Gebäude von der Academy of Motion Picture Arts and Sciences (AMPAS) aufgekauft. Zuvor hatte Fox West Coast Theatres Vorführungen mit Bezug zu den Oscars abgehalten. Neben 950 Plätzen beherbergte es auch Büros der Akademie und deren Bibliotheksbestände.
Wenige Tage vor der Oscarverleihung 1949 gab die AMPAS bekannt, die Verleihung in diesem Kino abzuhalten. Damit standen wesentlich weniger Plätze zur Verfügung als in den Vorjahren. Die Akademie begründete diesen Schritt mit der Bündelung ihrer Aktivitäten in der Zentrale, womit mehr Geld für Bildungsprogramme zur Verfügung stünde. Laut Robert Osborne war dieser Grund allerdings vorgeschoben und die Wahl des Veranstaltungsortes lag an dem kurzfristigen Entzug von Geldern durch die Filmstudios.
Das Kino wurde von der Akademie auf dem jeweils neuesten technischen Stand gehalten. Neben öffentlichen Filmvorführungen fanden auch Vorstellungen für die Mitglieder statt. Ebenso mieteten Filmstudios den Saal für Test- und Pressevorführungen, ab 1947 vertraglich geregelt an mindestens 140 Tagen im Jahr.
Am 8. Dezember 1975 zog die Akademie in ein neues Gebäude. Bis 1978 nutzte die Writers Guild of America das Gebäude als Writers Guild Theatre. Sie mussten das Gebäude aber verlassen, weil sie keine zusätzlichen Parkplätze bereitstellen konnten.